# آندریا ترو
آندریا ترو (انگلیسی: Andrea True; ۲۶ ژوئیهٔ ۱۹۴۳ – ۷ نوامبر ۲۰۱۱) یک خواننده و هنرپیشه اهل ایالات متحده آمریکا بود. وی بین سال‌های ۱۹۷۲ تا ۲۰۰۵ میلادی فعالیت می‌کرد.